# Mangora insperata
Mangora insperata är en spindelart som beskrevs av Soares och Camargo 1948. Mangora insperata ingår i släktet Mangora och familjen hjulspindlar. Inga underarter finns listade i Catalogue of Life.